# Henry Peach Robinson

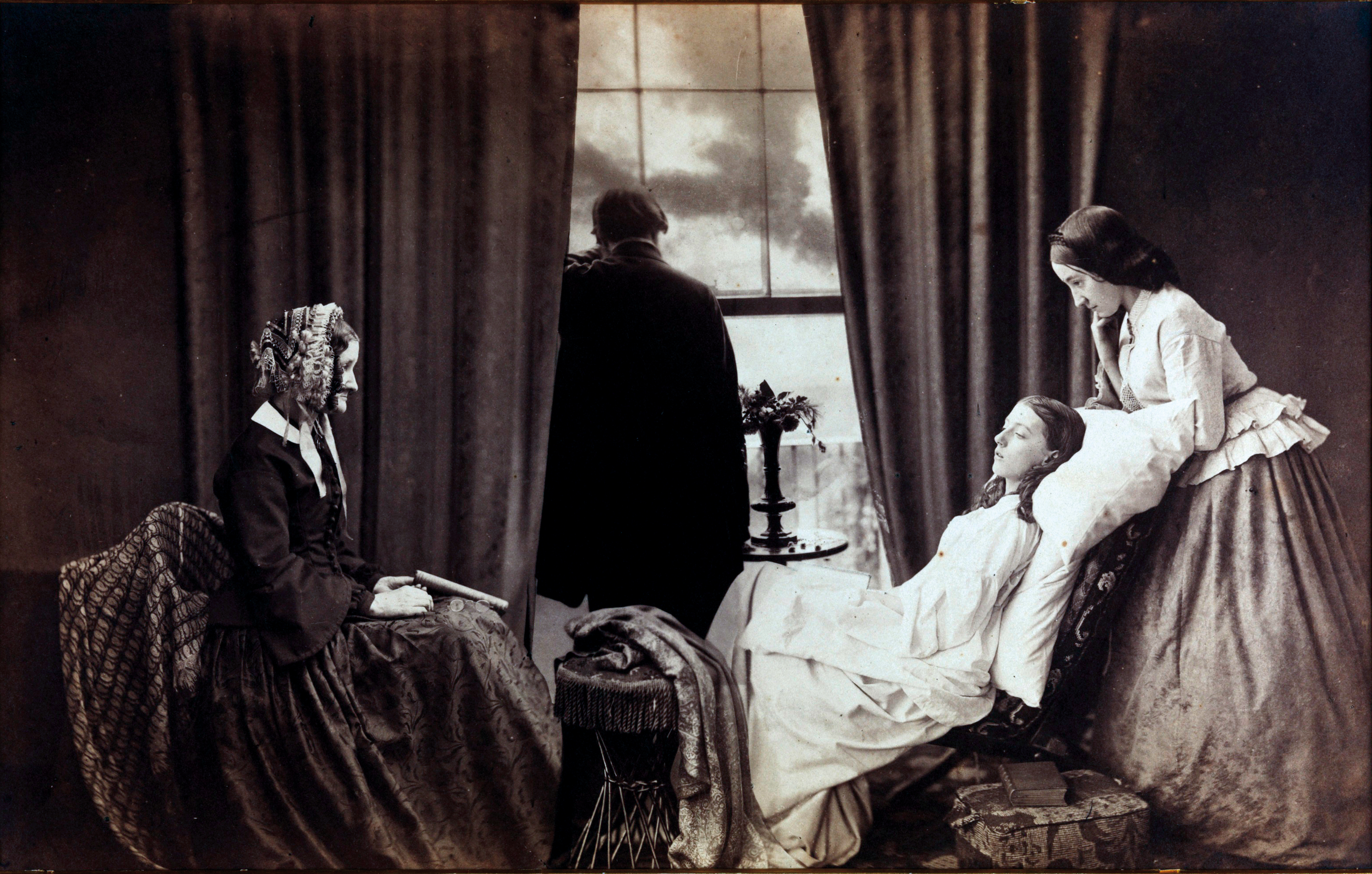
Henry Peach Robinson: Odcházení, 1858

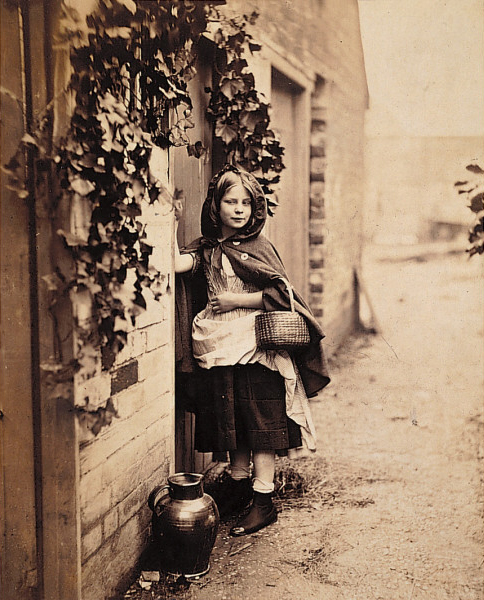
Henry Peach Robinson: Červená Karkulka dorazila ke dveřím své babičky, albuminový tisk, 23.3 x 18.7 cm, 1858

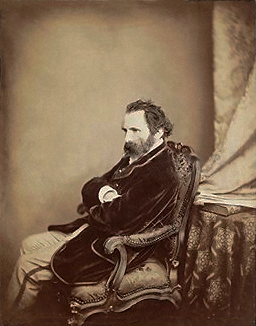
Henry Peach Robinson: Antoine Samuel Adam-Salomon, asi 1870

Henry Peach Robinson (9. července 1830, Ludlow, Shropshire - 21. února 1901, Turnbridge Wells, Kent) byl anglický piktorialistický fotograf známý svými kombinovanými tisky – spojováním četných negativů do jednotlivých obrazů, předchůdce fotomontáže. Důrazně se zapojoval do současných debat ve fotografickém tisku a především o legitimitě "umělecké fotografie", zejména o spojení více samostatných obrazů do jednoho velkého celku.

## Život
Robinson byl nejstarší ze čtyř dětí Johna Robinsona, učitele na škole v Ludlowě, a jeho ženy Elizy.
Do svých 13 let studoval na Horatio Russell Academy v Ludlowě. Po roce, kdy studoval kresbu u Richarda Penwarneho, byl dán do učení ludlowskému knihkupci a tiskaři – Richardu Jonesovi.
Zatím co studoval výtvarné umění začala se vyvíjet jeho kariéra prodejce knih.
V roce 1850 pracoval pro knihkupce Benjamina Manda z Bromsgrove, posléze v roce 1851 pro Whittaker & Co se sídlem v Londýně.
Roku 1852 vystavoval v Královské akademii umění olejové malby pod názvem On the Teme Near Ludlow.
Ve stejném roce začal fotografovat. O pět let později se setkal s fotografem Hughem Welchem Diamondem a rozhodl se intenzivněji věnovat tomuto uměleckému směru. V roce 1855 otevřel v Leamingtonských lázních ateliér, v němž prodával portréty. O Diamondovi se později zmiňoval jako o „otci fotografie“.
O 4 roky později se oženil se Seline Grieves, dcerou lékárníka Johna Edwarda Grievese.
Ve věku 34 let, roku 1864, byl Robinson nucen vzdát se svého ateliéru, mimo jiné z důvodu jeho špatného zdravotního stavu, na nějž měly vliv jedovaté fotografické chemikálie.
Přestěhoval se do Londýna, kde se věnoval teoretické stránce fotografie, psal vlivné eseje Pictorial Effect in Photography, Being Hints on Composition and Chiaroscuro for Photographers publikované v roce 1868.
V této době se zlepšil i jeho zdravotní stav natolik, že si otevřel nový ateliér v Tunbridge Wells společně s Nelsonem Kingem Cherrillem. V roce 1870 se stal viceprezidentem Fotografické společnosti.
Společenství s Cherrillem se rozpadlo v roce 1875, Robinson však pokračoval ve svém podnikání až do penze v roce 1888. Následné vnitřní rozepře s Fotografickou společností vedly k Robinsonově rezignaci. Ještě téhož roku 1891 se stal členem konkurenční společnosti Linked Ring, ve které byl aktivní do roku 1900. Také byl členem uměleckého spolku Photographic Convention of the United Kingdom a v roce 1896 byl zvolen jeho prezidentem. Za své celoživotní dílo byl zvolen čestným členem Královské fotografické společnosti.
Henry Peach Robinson zemřel na začátku roku 1901 a byl pohřben v Tunbridge Wells.

## Dílo

### Fotografická tvorba
Dle svých dopisů byl ovlivněn obrazy J. M. W. Turnera. Byl stoupencem pre-raphaelistů a byl ovlivněn estetickým pohledem Johna Ruskina. Ve své pre-raphaelistické fázi se pokoušel o realizaci momentů časové významnosti ve středověkém prostředí. Ke svým fotografickým kompozicím dělal nejdříve kreslené náčrtky. Podle nich fotografoval postavy, které vystřihoval a lepil na vhodné pozadí. Celek pak znovu fotografoval.
Robinson patřil k průkopníkům a teoretikům piktorialismu – výtvarné fotografie. Jeho první a také nejvíce oblíbená kompozice „Fading away“ (česky „Odcházení“) byla populární a zároveň módně morbidní. Zobrazuje umírající dívku obklopenou příbuznými. Jedná se o montáž 5 snímků, kterou se autor snažil co nejvíce přiblížit malířskému obrazu. Realisticky působící scéna, umocněná fotografickou technikou, byla velmi dojímavá v souladu s autorovým záměrem. U diváků, kteří v ní nepoznali fikci, vyvolávala pohoršení.
Koncem osmdesátých let Robinson od fotomontáže upustil. Uchyloval se k ní pouze tehdy, pokud záměr nebylo možné realizovat jediným snímkem.
Každý grif, každý trik a každý kouzelnický kousek smí fotograf využít… Povinnost mu nařizuje vyhýbat se obvyklému, holému a ošklivému, a místo toho objekty svých fotografií pozdvihnout, neohrabané odstranit a nemalebné opravit.
Henry Peach Robinson, 1869

## Publikace
Robinson byl autorem řady textů, v nichž propagoval fotografii jako uměleckou formu, přičemž na konci 19. století byly jeho knihy široce využívaným fotografickým referenčním materiálem.
- Pictorial Effect in Photography: Being Hints on Composition and Chiaroscuro for Photographers. London: Piper & Carter, 1869. Dostupné online.
- Picture Making by Photography. London: Piper & Carter, 1884. Dostupné online.
- The Elements of a Pictorial Photograph. Bradford: Percy Lund & Co., 1896. Dostupné online.
- Robinson, H.P. a William de Wiveleslie Abney. The Art And Practice of Silver Printing. NY: E. & H.T. Anthony & Co., 1881.
- Robinson, H.P. Art photography in short chapters London: Hazell Watson & Viney. 1890
- Robinson, H.P. Photography as a business. Bradford [Eng.] Percy Lund. 1890
- Robinson, H.P. The Studio And What To Do in It. London: Piper & Carter, 1891.
- Robinson, H.P. Catalogue of pictorial photographs. Ralph W. Robinson. Redhill, Surrey. 1901

## Knihy o H. P. Robinsonovi
- Fineman, Mia; METROPOLITAN MUSEUM OF ART (NEW YORK, N.Y.); NATIONAL GALLERY OF ART (U.S.); MUSEUM OF FINE ARTS, HOUSTON. Faking it : manipulated photography before Photoshop. [s.l.]: Metropolitan Museum of Art ; New Haven : Distributed by Yale University Press ISBN 978-1-58839-473-6.
- Handy, Ellen (2004) "Robinson, Henry Peach (1830–1901)", Oxford Dictionary of National Biography, Oxford University Press, 2004 accessed 17 Dec 2007
- Handy, Ellen; RICE, SHELLEY; LUKACHER, BRIAN. Pictorial effect naturalistic vision : the photographs and theories of Henry Peach Robinson and Peter Henry Emerson. [s.l.]: Chrysler Museum ISBN 978-0-940744-66-0.
- Harker, Margaret F. (Margaret Florence). Henry Peach Robinson : master of photographic art, 1830-1901. [s.l.]: B. Blackwell ISBN 978-0-631-16172-1.
- Roberts, Pam; SMITH, LINDSAY; LAMB, JENNY. Fading Away: Henry Peach Robinson Revisited. [s.l.]: Warwick District Council ISBN 978-1-872-940113.
- Shiner, L. E. (Larry E.). The invention of art : a cultural history. [s.l.]: University of Chicago Press Dostupné online. ISBN 978-0-226-75342-3.

## Galerie

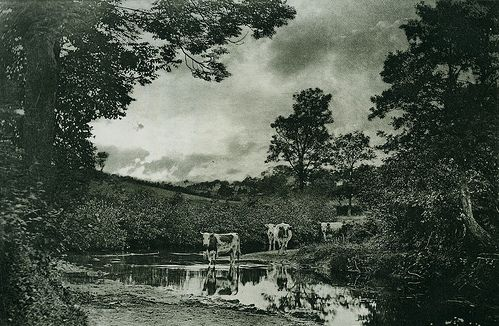
Letní večer, 1880
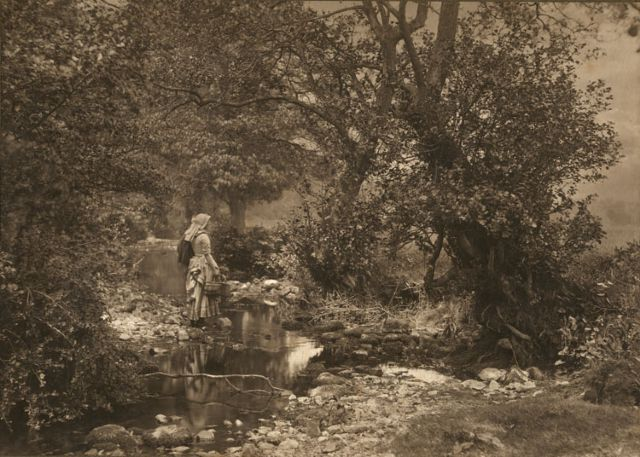
Potok v létě, asi 1870
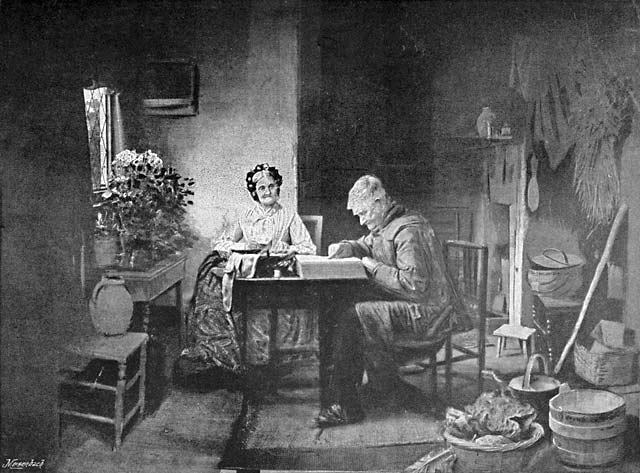
Když je denní práce hotova, 1877
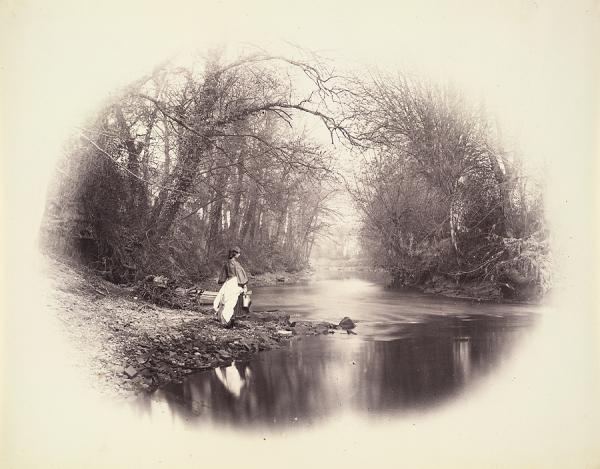
Brzy na jaře, 1860
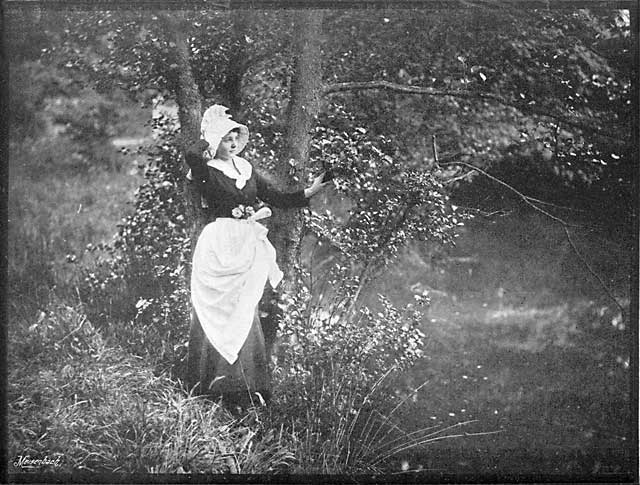
Dívčí fantazijní rozjímání, 1895
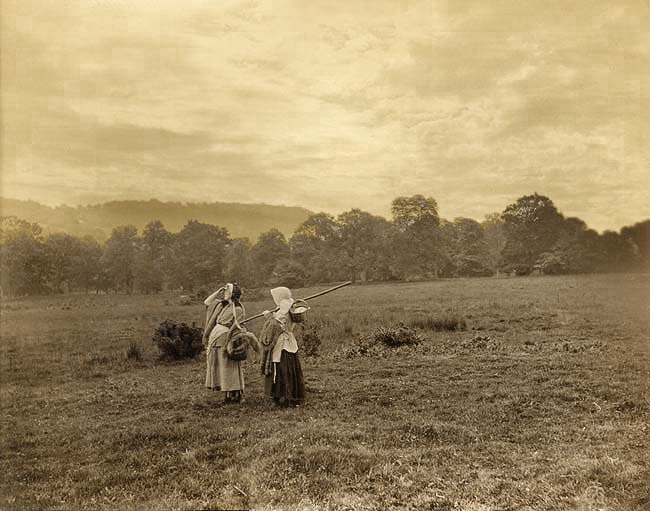
Ženy na poli, asi 1880
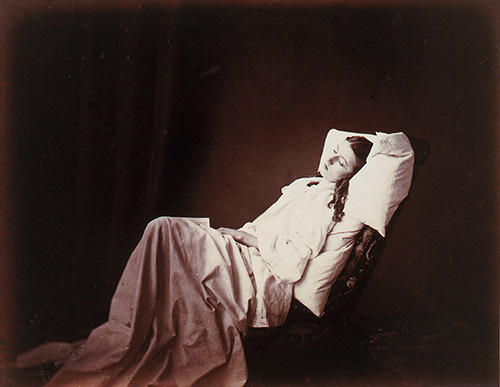
She never told her love, 1857 (Podobnou kompozici využil autor v koláži Odcházení o rok později)
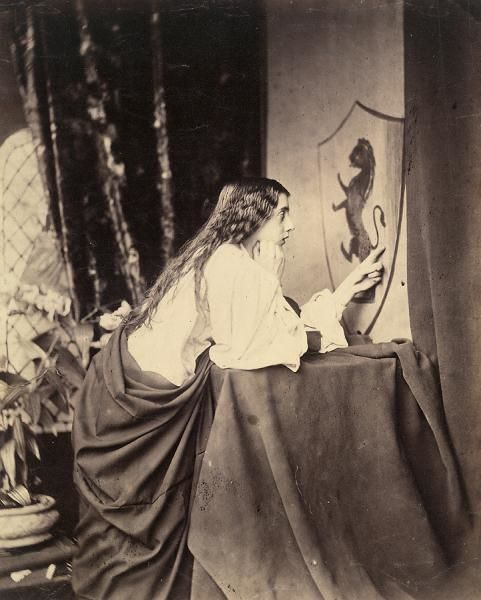
Elaine, Lady of Shalott, dívající se na Lancelotův štít, 1859
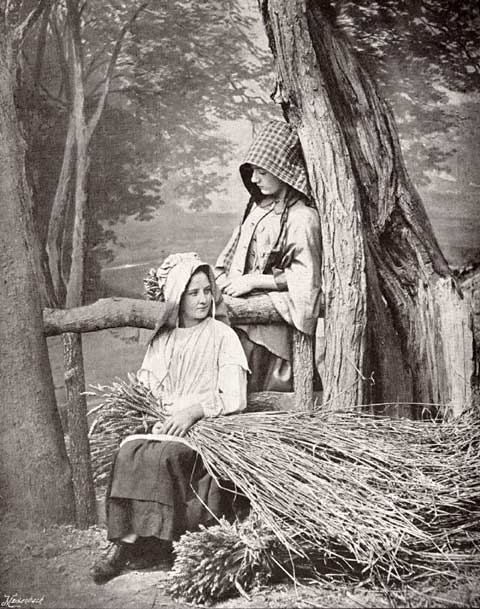
Někdo přichází, asi 1860